# Knight Squad
Knight Squad (Escuadrón de honor en Latinoamérica y Knight Squad: Academia de caballería en España) es una serie de televisión de comedia estadounidense creada por Sean Cunningham y Marc Dworkin. La serie se estrenó el 24 de febrero de 2018 hasta el 20 de abril de 2019 en Nickelodeon, y es protagonizada por Owen Joyner, Daniella Perkins, Lilimar, Lexi DiBenedetto, Amarr M. Wooten, Savannah May y Kelly Perine. En Latinoamérica, la serie fue estrenada el 9 de junio de 2018.
El 27 de julio de 2018, La serie fue renovada para una segunda temporada de 10 episodios la cual se estrenó el 2 de febrero de 2019. En esta temporada hubo estrellas invitadas como Chris Tallman de la serie The Thundermans y Raini Rodriguez de la serie de Disney Channel Austin y Ally.
El 1 de febrero de 2019, antes del estreno de la segunda temporada, Nickelodeon anunció la cancelación de la serie por su baja audiencia.
La serie finalizó oficialmente el 20 de abril de 2019 con dos temporadas y 30 episodios.

## Sinopsis
Knight Squad sigue la historia de 2 estudiantes sin nada en común que estudian en una escuela mágica para caballeros en entrenamiento, estos estudiantes formaran una alianza inesperada para proteger el secreto del otro y así perseguir sus sueños.

## Personajes

### Personajes principales
- Owen Joyner como Arc, un vagabundo de Seagate que engaña y roba su camino a la escuela de caballeros y luego al Escuadrón de Phoenix para que un día pueda liberar su tierra natal de Ryker.

- Daniella Perkins como Ciara, una estudiante que es secretamente la princesa de Astoria que lleva un anillo especial que le entregaron los duendecillos para disfrazarse y poder asistir en secreto a la escuela de caballeros y ser parte de Phoenix Squad.

- Lilimar como Sage, un estudiante de la escuela que es el rival de Ciara y miembro de Kraken Squad.

- Lexi DiBenedetto como Prudence, una estudiante que es un "gigante de un cuarto" que se encuentra en Phoenix Squad con Arc, Ciara y Warwick.

- Amarr M. Wooten como Warwick, un estudiante que está en Phoenix Squad con Arc, Ciara y Prudence, y que se considera el peor estudiante de caballero en la escuela, pero que más tarde descubre que puede hacer magia; Él es el hermano mayor de Fizzwick.

- Savannah May como Buttercup, un estudiante dulce y alegre en la escuela que es el subordinado de Sage y miembro de Kraken Squad.

- Kelly Perine como Sir Gareth, un caballero con parche en el ojo, un brazo izquierdo metálico y una mejilla de metal a la izquierda que es profesor en la escuela de caballeros.

### Personajes recurrentes
- Jason Sim-Prewitt como El rey, el gobernante sin nombre de Astoria y el padre muy protector de Ciara

- Seth Carr como Fizzwick, el hermano menor de Warwick que hace trabajos ocasionales en la escuela Knight.

- Tobb Tucker como voz de Slobwick, una criatura conocida como Babapedo, mascota del Phoenix Squad.

### Estrellas invitadas notables
- Tenzing Norgay Trainor como Jimbo, un exmiembro de Phoenix Squad que aparece en "The Dork Knight Returns".

- Maria Canals-Barrera como Saffron, una creadora de pociones y madre de Sage que aparece en "Parent Teacher Knight".

- Jaheem Toombs como Sebastian, un estudiante de Sorcery School que aparece en "Do the Knight Thing" y en "100 Things To Do Before High School".

- Maya Le Clark como Brea, una niña educada por Sage que aparece en "Do the Knight Thing".

- Kira Kosarin como Kiki, un genio que aparece en "Wish I May, Wish I Knight".

- Jack Griffo como Sir Swayze, un caballero y exalumno de Sir Gareth que aparece en "Working on the Knight Moves".

- Garrett Morris como Old Fizzwick, quien aparece en "Trabajando en Knight Moves".

- Lizzy Greene como Shadow Ghost, quien aparece en "Fright Knight".

## Episodios
| Temporada | Temporada | Episodios | Estados Unidos        | Estados Unidos      | Latinoamérica      | Latinoamérica           |
| Temporada | Temporada | Episodios | Primera emisión       | Última emisión      | Primera emisión    | Última emisión          |
| --------- | --------- | --------- | --------------------- | ------------------- | ------------------ | ----------------------- |
|           | 1         | 20        | 19 de febrero de 2018 | 26 de enero de 2019 | 9 de junio de 2018 | 16 de noviembre de 2018 |
|           | 2         | 10        | 2 de febrero de 2019  | 20 de abril de 2019 | 20 de mayo de 2019 | 7 de junio de 2019      |

## Producción
Nickelodeon ordenó la serie el 16 de mayo de 2017, junto con la confirmación de 6 episodios más para la serie original del canal The Thundermans. La producción está a cargo del dúo productor de The Thundermans, Sean Cunningham y Marc Dworkin. Nickelodeon confirmó que las grabaciones iniciarían en otoño de 2017.
Las grabaciones iniciaron oficialmente el 9 de octubre de 2017, con una ordenación total de 20 episodios para una temporada. Primeramente, se había tenido la idea de que la serie se estrenaría el 24 de marzo de 2018, luego de los Kids' Choice Awards, pero, para dar entrada a la nueva actriz de Nickelodeon Daniella Perkins, Knight Squad tuvo un preestreno exclusivo el día 19 de febrero de 2018, luego de la emisión de la película original del canal Blurt!, en donde Perkins es una de las protagonistas, al lado de Jace Norman y la estrella viral JoJo Siwa. Nickelodeon estrenó oficialmente la serie el 24 de febrero de 2018, con emisión regular los sábados.
Knight Squad tendrá diferentes estrellas invitadas a lo largo de la primera temporada, como lo será la estrella de Liv and Maddie, Tenzing Norgay Trainor, la estrella de Wizards of Waverly Place, Maria Canals-Barrera, y la estrella de Nicky, Ricky, Dicky & Dawn, Lizzy Greene. Aun así Nickelodeon renovó el show para una 2.ª Temporada que daría estreno en el año 2019

## Recepción
Durante finales de 2017 e inicios de 2018, Nickelodeon tuvo un bajón considerable de audiencia, haciendo que el primer episodio de Knight Squad estrenara con un total de 0.94 millones de espectadores, y en su preestreno, luego de Blurt!, solo tuvo un total de 1.14 millones de espectadores, trayendo resultados no tan buenos para lo que se esperaba de la serie, luego de tantas promociones en televisión e Internet.